# Adolphe Samyn
Adolphe Samyn est un architecte belge né à Bruxelles le 7 janvier 1842 et décédé accidentellement le 26 août 1903 , renversé par un tramway.

## Biographie
Architecte fonctionnaire de la ville de Bruxelles, à une époque où cette fonction n'interdisait pas d'avoir une carrière privée parallèle, il a produit à côté de son activité officielle une œuvre peu abondante mais étonnante puisqu'il est l'auteur de monuments peu communs et qui attirent toujours les foules lors des journées du patrimoine.
Il est l'auteur de l'étonnant mausolée Goblet d'Alviella à Court-Saint-Étienne (de 1885 à 1887), du temple maçonnique égyptisant de la loge les Amis philanthropes (1886, rue du Persil à Bruxelles) et de l'église de Grimde (en 1886).

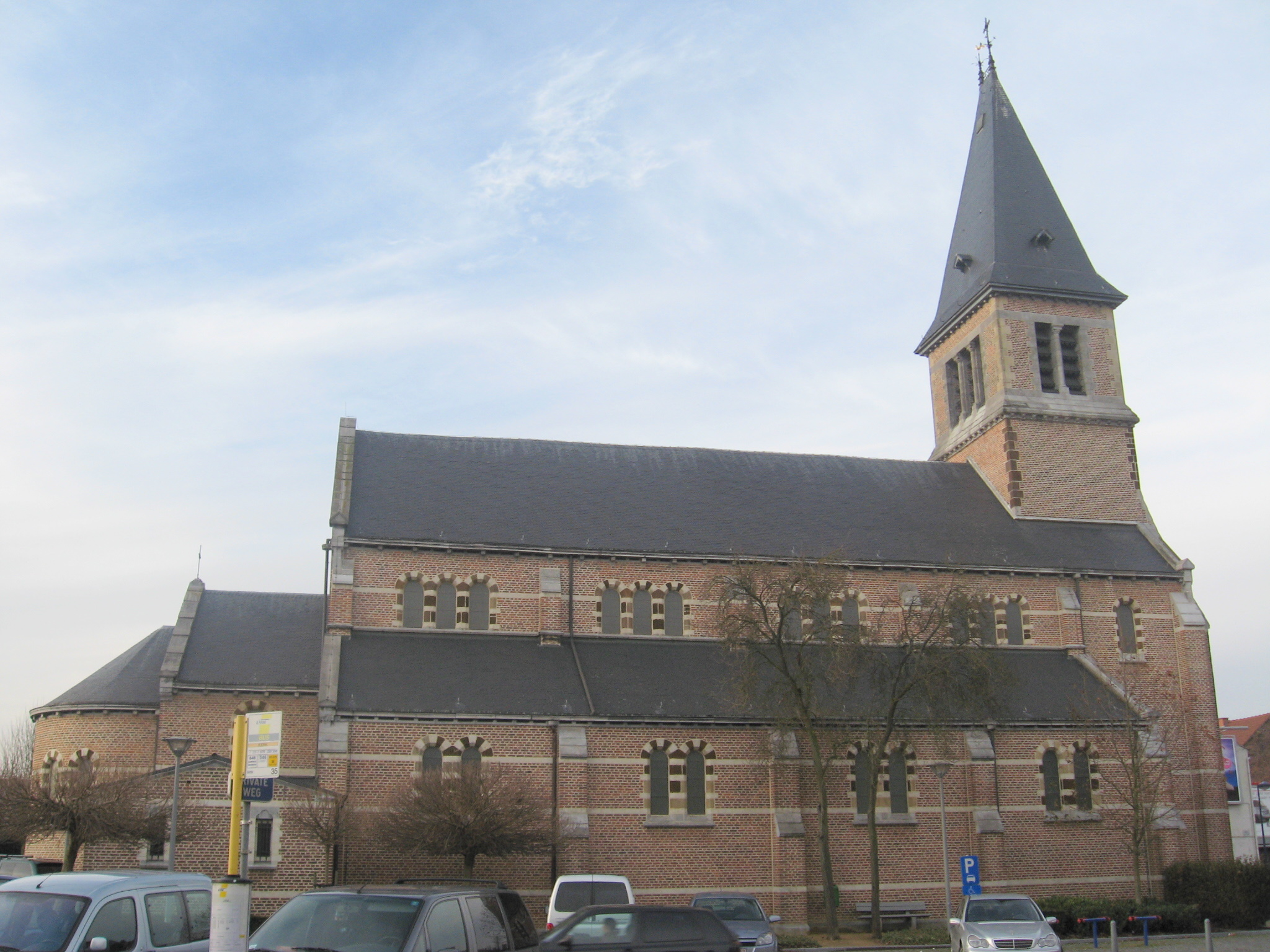
L'église Saint-Pierre et Paul à Grimde (1886).

Il a également assuré la reconstruction vers 1900 de plusieurs maisons de la Grand-Place de Bruxelles :
- 1896-1897 : Maison de l'Étoile ;
- 1896-1897 : Maison de l'Ange ;
- 1896-1897 : Maison de Joseph et Anne ;
- 1896-1897 : Maison du Cerf ;
- 1901 : Maison des Brasseurs ;
- 1902 : Maison du Roi d'Espagne.

À côté de cela il a produit encore quelques œuvres alimentaires comme des immeubles à appartement sur les nouveaux boulevards anspachiens.
Il est inhumé au Cimetière de Bruxelles à Evere.

Maisons de la Grand-Place de Bruxelles reconstruites par Adolphe Samyn
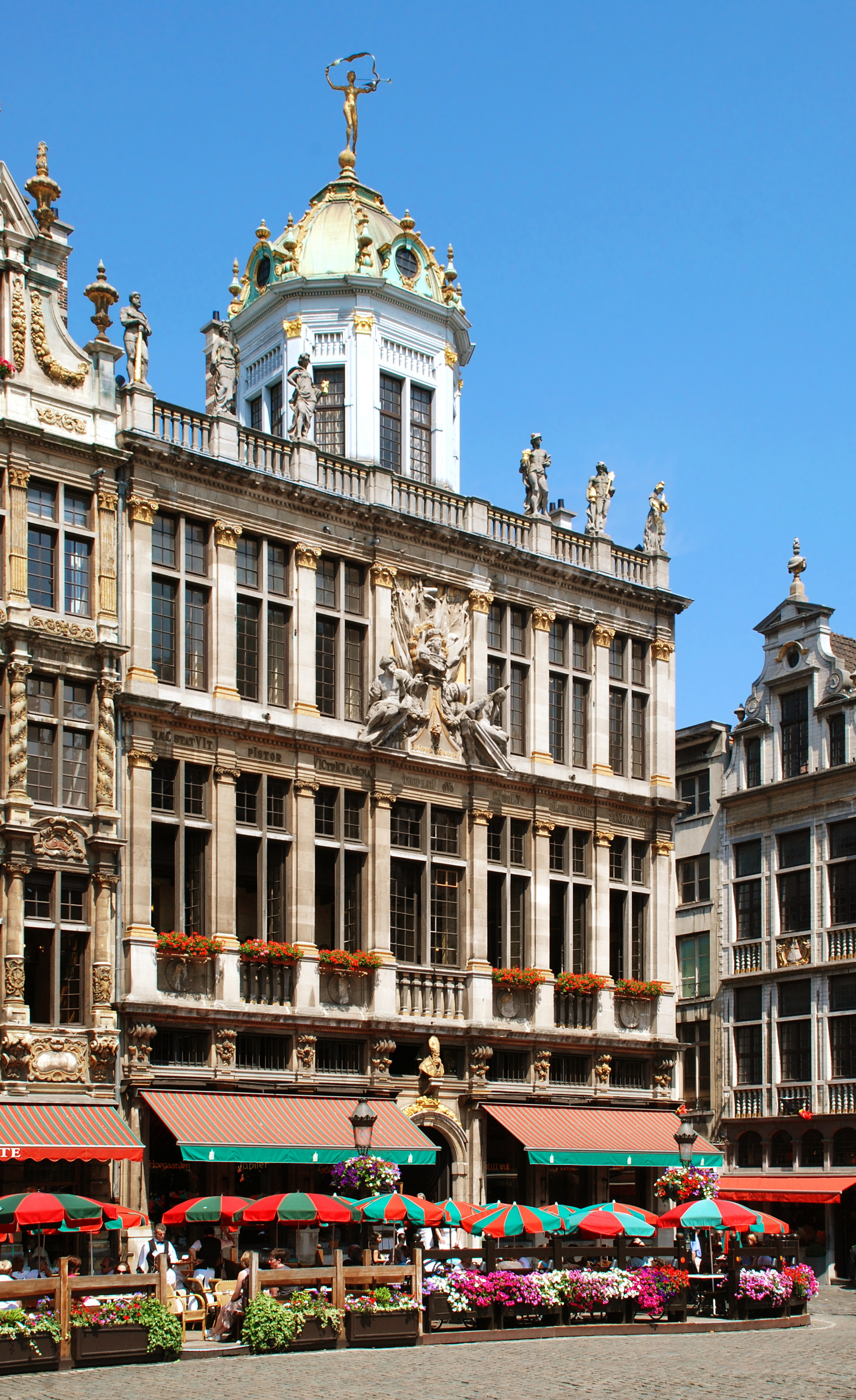
Maison du Roi d'Espagne.
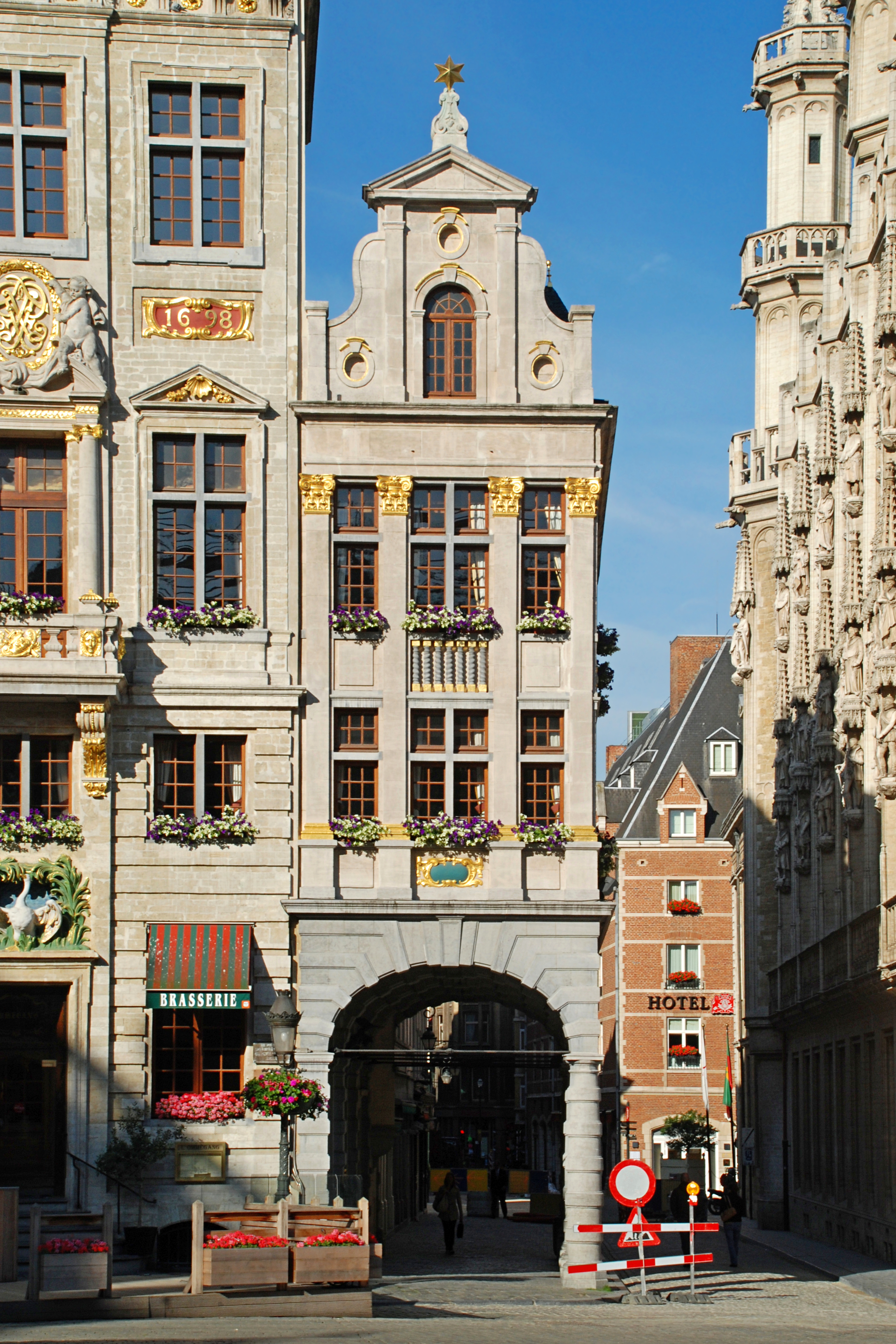
Maison de l'Étoile.
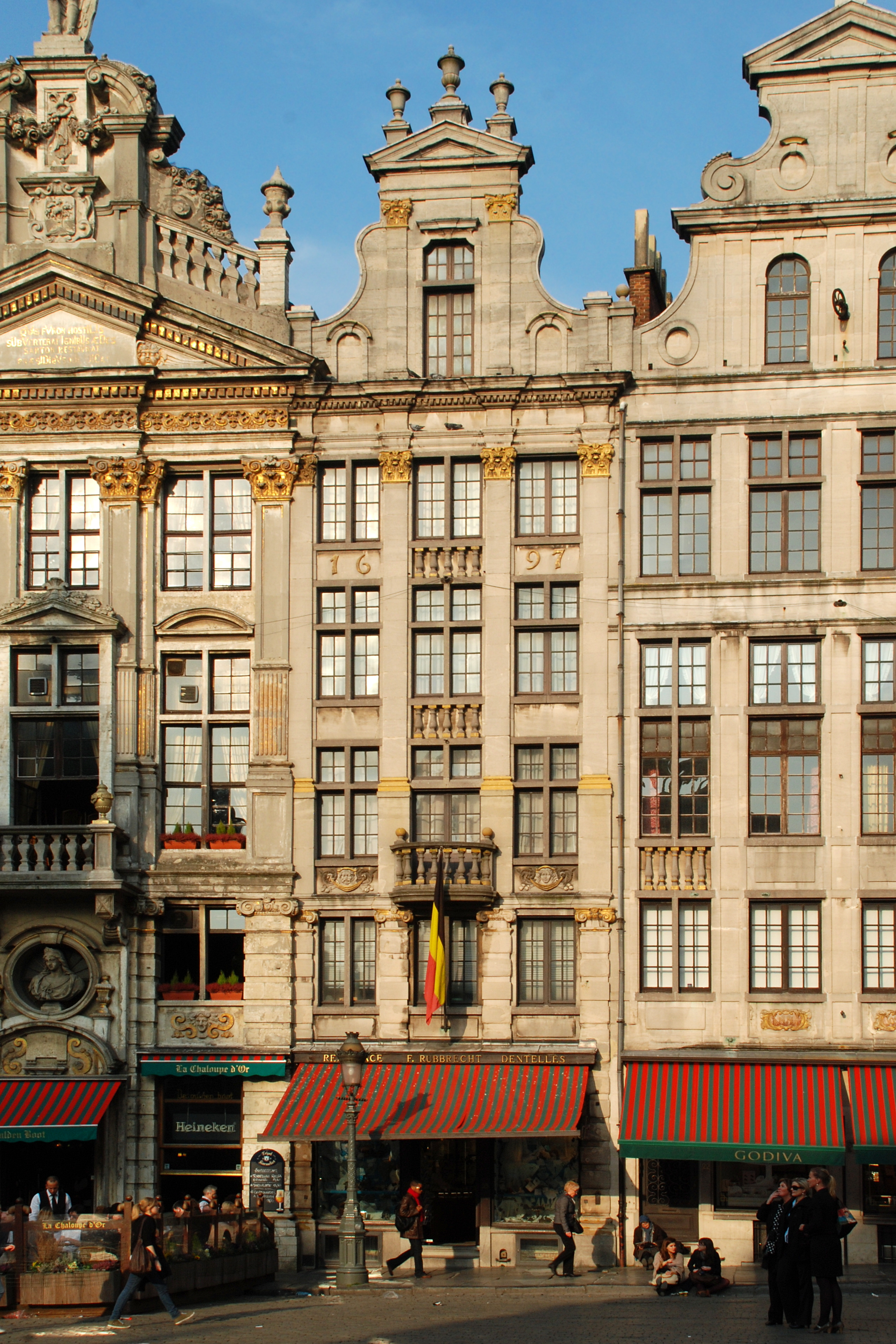
Maison de l'Ange.
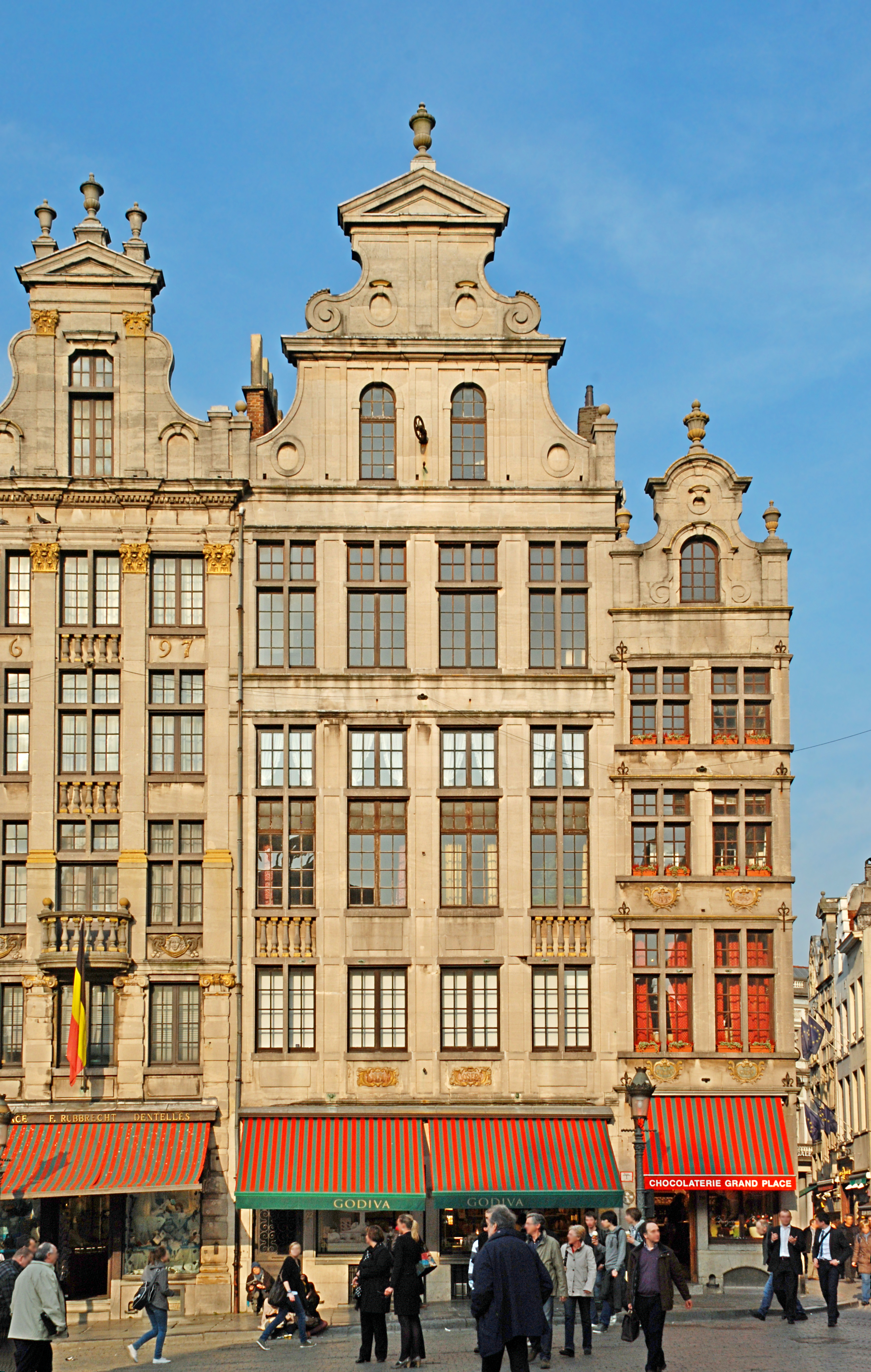
Maison de Joseph et Anne.
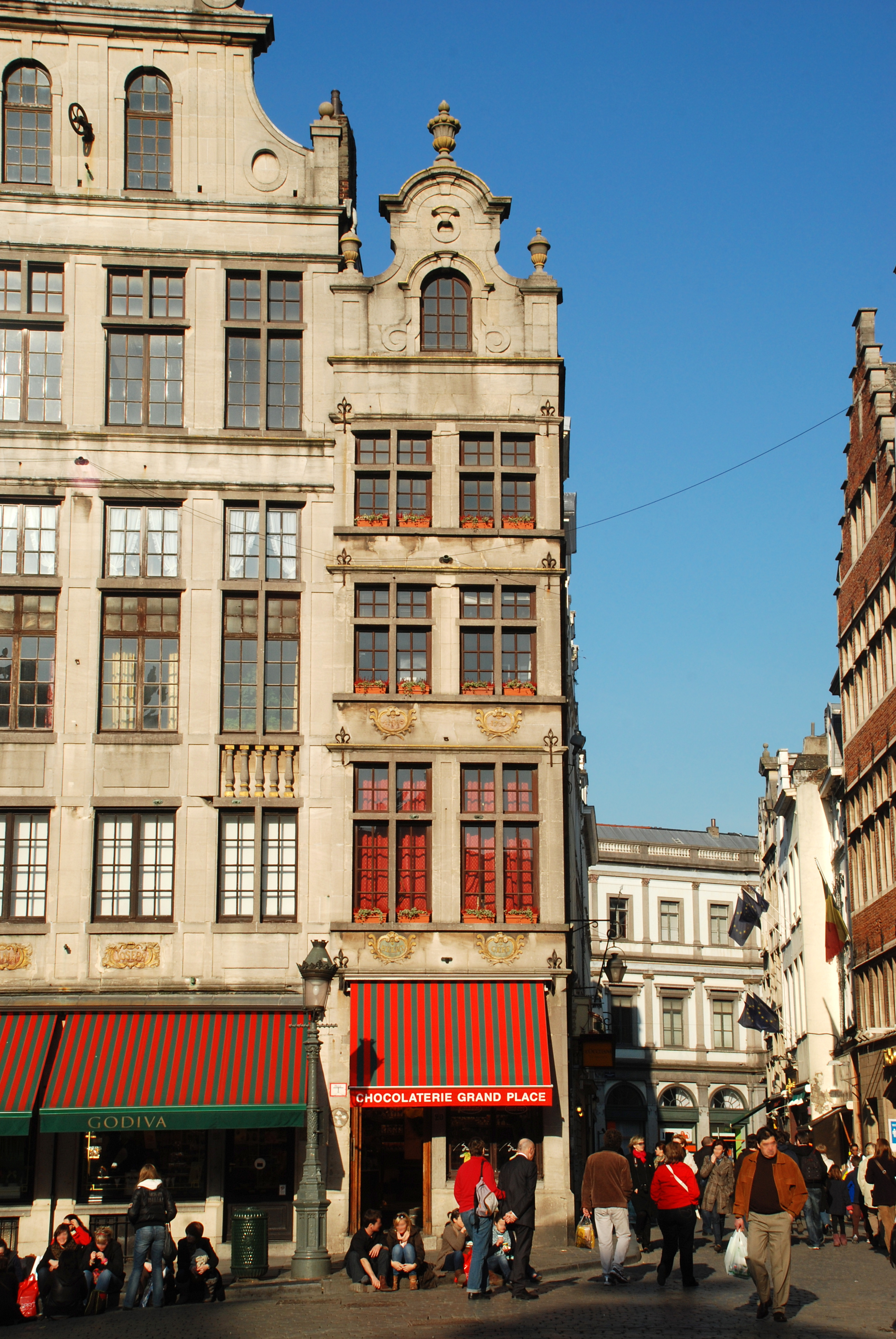
Maison du Cerf.

## Ses écrits
- 1889: Monument funéraire à Court-Saint-Étienne. Un essai d'application de la symbolique comparée à l'architecture funéraire, Bruxelles, Éditeur impr. de C. Claesen, 1889